# Rudolfův kámen
Rudolfův kámen (Ostroh) (pol. Skała Rudolfa, niem. Rudolfstein) – forma skalna na wzniesieniu (484 m n.p.m.) na Wyżynie Dieczyńskiej (czes. Děčínská vrchovina) w północnych Czechach.

## Położenie

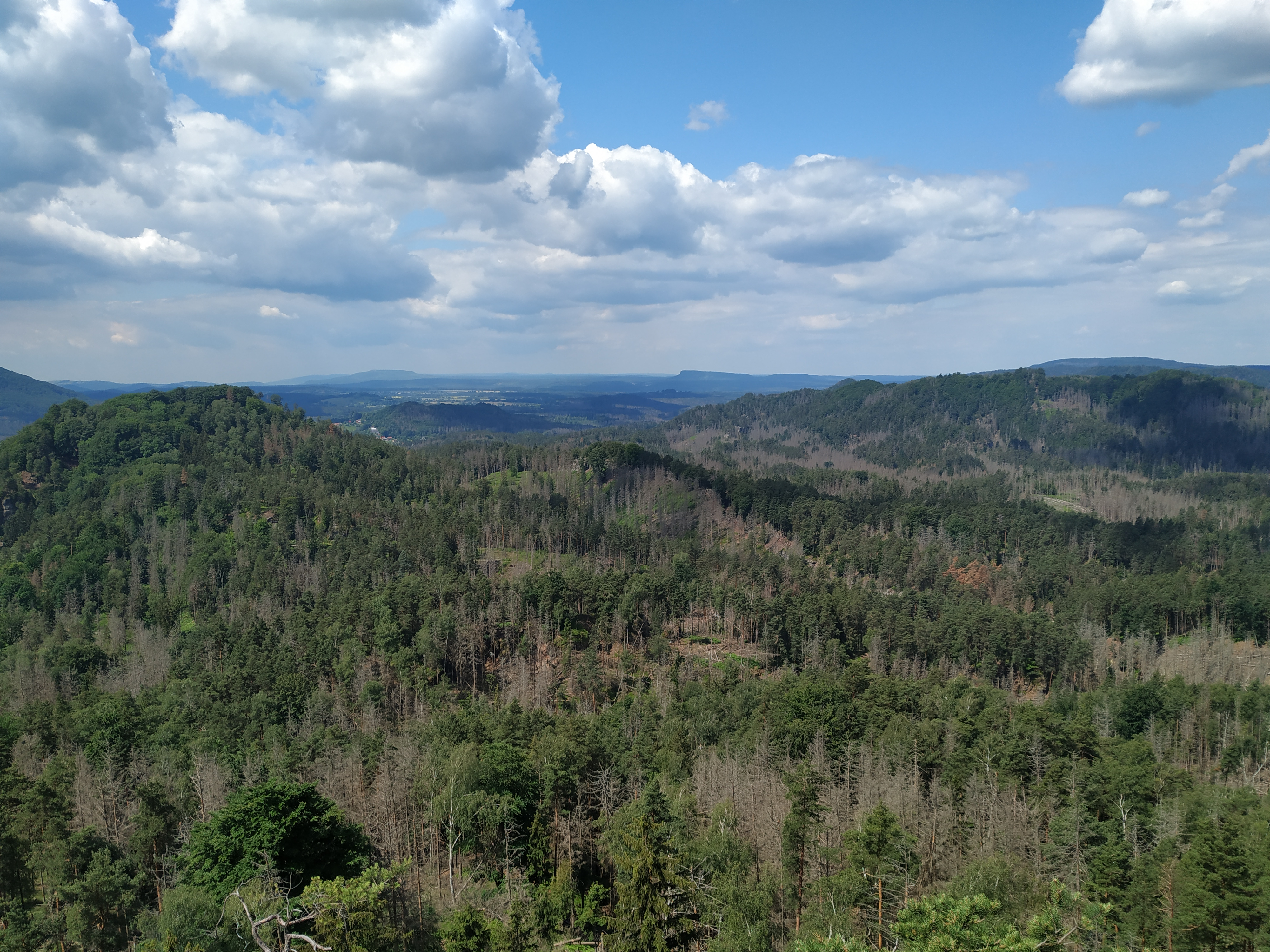
Widok ze skały

Skała położona jest w północnych Czechach, na obszarze Parku Narodowego Czeska Szwajcaria czes. NP České Švýcarsko, w północno-wschodniej części Wyżyny Dieczyńskiej, około 2,0 km na północ od centrum miejscowości Jetřichovice w okresie Děčín. Według czeskiego podziału wzniesienie należy do Krušnohorská subprovincie.

## Opis
Malownicza forma skalna oraz wspaniały punkt widokowy z altaną na wierzchołku skały położony na wysokości 484 m n.p.m. Skała zbudowana z piaskowców żelazistych, dominuje nad położoną około 2,0 km., od północno-wschodniego podnóża doliną rzeki Křinice. W najwyżej położonym miejscu na szczycie skały, stoi drewniana altanka widokowa, o powierzchni nieco większej niż półka skalna służąca za podstawę. Domek podtrzymywany przez stalowo-drewnianą konstrukcję wystaje poza skałę. Z altanki rozciąga się wspaniały widok na okoliczne wzniesienia oraz formy skalne i leżącą poniżej turystyczną wieś Jetřichowice. Szczyt z altanką udostępniony jest systemem drabin i schodów, które prowadzą szczelinami. Skała znana jest z drewnianej altanki, w której mieści się punkt widokowy. Skała z drewnianą altanką na szczycie stanowi jedną z wielu atrakcji Parku Narodowego "Czeska Szwajcaria" (czes. NP České Švýcarsko).

## Historia
Początkowo skała nie stanowiła atrakcji. Z końcem XIX wieku skała stała się bardzo popularna jako atrakcja turystyczna, dzięki propagowaniu turystycznych walorów regionu przez ród Kinští (Kinských). Książę Ferdinand Kinský w celu udostępnienia szczytu polecił zbudować system schodów prowadzący na wierzchołek skały i jednocześnie nazwał ją swoim imieniem: Rudolfův kámen. Poprzednio skała nosiła nazwę Ostroh. Skała z punktem widokowym udostępniona została turystom w 1824 r., kiedy ukończono budowę schodów prowadzących na szczyt. W późniejszym okresie zbudowano na szczycie skały drewniana altankę.

## Turystyka
Obok skały prowadzi szlak turystyczny
- czerwony - Europejski długodystansowy szlak pieszy E3.